# 林韋君
林韋君（英文名：Penny Lin，1978年6月7日—），出生於雲林縣，臺灣女演員、瑜珈老師。
臺北市私立稻江高級商業職業學校、景文技術學院二專部財政稅務科畢業。16歲生日當天因模特兒工作，拍攝第一支廣告金車公司波爾茶廣告。2000年因拍攝泛亞電信廣告而接下第一支電視劇華視《麻辣鮮師》出道。2001年曾短暫更改藝名為林瑋㚬。

## 電視劇
| 年份   | 頻道                          | 劇名                                     | 角色          |
| 2000年 | 華視                          | 《麻辣鮮師》                             |               |
| 2000年 | 華視                          | 《女生向前走》                           | 吳珊珊        |
| 2001年 | 台視、三立都會台              | 《薰衣草》                               | Maggie        |
| 2001年 | 台視                          | 《愛情週記》                             | 小倩          |
| 2002年 | 華視                          | 《城市造英雄》                           | 何心雅        |
| 2002年 | 華視                          | 《偷偷愛上你》                           | 韓寧兒        |
| 2002年 | 公視                          | 《請聽我說對不起》                       | 林紫茵        |
| 2003年 | 中視                          | 《Hi 上班女郎》                          | 鄭達莉        |
| 2003年 | 華視、三立都會台              | 《海豚灣戀人》                           | 徐珊妮        |
| 2003年 | TVBS-G                        | 《向日葵的夏天》                         | 唐蕾          |
| 2003年 | 衛視中文台                    | 《第8號當舖》                            | 孫卓          |
| 2003年 | 華視、三立都會台              | 《千金百分百》                           | 莊飛揚        |
| 2004年 | 中視、東森戲劇台              | 《男丁格爾》                             | 林聖雅        |
| 2004年 | 湖南广播电视台                | 《後天美女》                             | 張文希        |
| 2005年 | 三立台灣台                    | 《金色摩天輪》                           | 林佩珊 唐佩玲 |
| 2006年 | 緯來戲劇台                    | 《第100個新娘》                          | 朱清          |
| 2006年 | 台視                          | 《神機妙算劉伯溫：第四單元－九關十八斬》 | 臨安公主      |
| 2006年 | 上海廣播電視台                | 《天涯歌女》                             | 蝴蝶          |
| 2007年 | 華視                          | 《太陽的女兒》                           | 尹思嘉        |
| 2007年 | 民視                          | 《愛》                                   | 劉樂樂        |
| 2008年 | 華視                          | 《這三個女人》                           | 許玉芝        |
| 2009年 | 中視                          | 《江湖.com：第十三話－陳世霉》           | 秦香憐        |
| 2009年 | 大愛電視台                    | 《春風伴我行》                           | 方美倫        |
| 2009年 | 華視                          | 《魔女18號》                             | 張怡芳        |
| 2009年 | 中視                          | 《青梅竹馬》                             | 汪若梅        |
| 2010年 | 三立台灣台                    | 《天下父母心》                           | 葉天憶        |
| 2011年 | 大愛電視台                    | 《回家的路》                             | 游桂玉        |
| 2011年 | 三立台灣台                    | 《家和萬事興》                           | 陳逸蓓 江小草 |
| 2012年 | 台視                          | 《女人花》                               | 梁晶晶        |
| 2012年 | 湖北廣播電視台 上海電視劇頻道 | 《桃花劫》                               | 沈雁容 姚念慈 |
| 2012年 | 大愛電視台                    | 《警察先生》                             | 林秋霞        |
| 2013年 | 三立台灣台                    | 《天下女人心》                           | 高念慈        |
| 2013年 | 湖南衛視                      | 《天天有喜》                             | 孫白雪        |
| 2014年 | 三立台灣台                    | 《世間情》                               | 葉劍英        |
| 2015年 | 江西衛視                      | 《愛情不打烊》                           | 孫雨晴 孫珊珊 |
| 2015年 | 華視                          | 《愛你沒條件》                           | 張曼蒂        |
| 2017年 | 大愛電視台                    | 《奔跑吧！阿飛》                         | 陳秀吟        |
| 2017年 | 大愛電視台                    | 《清風無痕》                             | 謝彩雲        |
| 2019年 | 華視                          | 《莒光園地：正義時刻》                   | 劉曉娟        |
| 2020年 | 台視                          | 《四月望雨》                             | 林秋琴        |
| 2020年 | HBO                           | 《做工的人》                             | 秀玲          |
| 2022年 | 民視                          | 《黃金歲月》                             | 羅憶菲 黃曉芸 |
| 2023年 | 網路劇                        | 《濟公伏魔錄之永州城奇譚》               | 何瓊          |
| 2024年 | 華視、公視台語台              | 《少女八家將》                           | 張佳芬        |

## 電影
| 年 份 | 片 名                                     | 角 色     | 導 演  | 備 註 |
| 2013  | 《全職高手 （电影版）》 Full Time Masters | 唐柔      | 未知   | - 製作單位：榮耀職業聯盟無節操組全體妹紙                                                                  |
| 2015  | 《刺激人生》 exciting life                | 禇君 阿珂 | 王毓雅 | - 製作單位：大唐國際娛樂股份有限公司 - 2015年5月27日竹北市舉行開鏡儀式 - 2015年6月5日台北市舉行開鏡記者會 |
| 2015  | 《孤單的豌豆》 Lonely Memory              | 李勤      | 王毓雅 | - 製作單位：大唐國際娛樂股份有限公司 - 2015年8月6日舉行開鏡儀式 - 2015年8月12日舉行開拍記者會             |
| 2017  | 《花澤記》                                |           | 王毓雅 | - 製作單位：大唐國際娛樂股份有限公司 - 2017年1月19日至南投九族文化村客串演出                              |

## 音樂錄影帶
| 年 份  | 歌 手    | 歌 名                    |
| 1997年 | 無印良品 | 《註定》、《是你變了嗎》 |
| 1997年 | 鄭中基   | 《別哭》                 |
| 1998年 | 熊天平   | 《月亮森林》             |
| 1999年 | 杜德偉   | 《忘了她》               |
| 1999年 | 張宇     | 《雨一直下》             |
| 2000年 | 那英     | 《放愛一條生路》         |

## 主持作品

### 電視節目
| 播出頻道   | 節目名稱        |
| 華視       | 《TV大賤客》    |
| MUCH TV    | 《MUCH孩子王》  |
| 台視       | 《e世代大補帖》 |
| 緯來綜合台 | 《娛樂壹週看》  |
| 緯來綜合台 | 《整人潑辣王》  |
| 三立台灣台 | 《青春好7淘》   |

## 音樂作品

### 單曲
- 2003年10月 《惜別》、《兩生花》等單曲收錄於《第8號當舖電視原聲帶》

### 其他
| 歌 曲                                         | |
| 《天使的翅膀》                                | 演唱者 - 許瑋倫的弟弟許志瑋 - 楊丞琳 - 賀軍翔 - 鄭元暢 - 林依晨 - 王心凌 - 黃嘉千 - 霍建華 - 陳宇凡 - 林韋君 - 施易男 - 范逸臣 - 楊謹華 - 品冠 - 小鬼 - Ben 作曲：黃韻玲 |
| 《面對》2013年4月20日四川雅安地震的公益勵志MV | 演唱者 - 徐潔兒 - BY2 - 陳亦飛 - 范逸臣 - 高慧君 - 劉雨欣 - 林韋君 - 林凡 - 李妍瑾 - Suby - 田家達 - 唐治平 - 肖飛 - 張智成 - 鄒少官 - 趙爽 - 張嘉倪                     |

《青春舞曲》2015年收錄於《孤單的豌豆主題曲》：林韋君、王奕瑾
- 歌曲原唱：烏蘭圖雅

《你是最好的禮物》2023年收錄於心寵星品牌主題曲：feat.陳謙文、簡沛恩

## 出版品

### 寫真
- GQ 4月號／2009 第151期 拍攝性感寫真

## 外部連結
- 林韋君 PennyLin的Facebook專頁
- 林韋君pennylin的新浪微博
- 林韋君的Instagram帳戶
- 林韋君在互联网电影资料库（IMDb）上的資料（英文）
- 林韋君在香港影庫上的簡介
- 林韋君在豆瓣上的资料（简体中文）
- 林韋君在时光网上的簡介（简体中文）